# Baznîkivka, Berejanî
Baznîkivka (în ucraineană Базниківка) este un sat în comuna Saranciukî din raionul Berejanî, regiunea Ternopil, Ucraina.

## Demografie
Componența lingvistică a localității Baznîkivka
     Ucraineană (100%)
Conform recensământului din 2001, toată populația localității Baznîkivka era vorbitoare de ucraineană (100%).